# Самоунищожение
„Самоунищожение“ (на македонска литературна норма: „Самоуништување“) е филм от Република Македония от 1996 година, комедия на режисьора Ербил Алтанай по сценарий на Роберт Пашовски.